# 蓝点马鲛
蓝点马鲛（学名：Scomberomorus niphonius），俗名鰆魚、春魚、正馬鮫魚、正馬交魚、正馬加魚、真馬加魚，为辐鳍鱼纲鲈形目鲭亞目鲭科的其中一种。

## 分布
本鱼分布于西北太平洋区，包括俄罗斯远东地区，日本、朝鲜半岛、中国大陆、香港、台湾等海域。该物种的模式产地在日本。

## 深度
水深5至50公尺。

## 特徵
本魚體細長而側扁，魚體上散布著7至8個暗褐色斑點，側線形成波浪狀，有多數的脈枝與側線成直角。無鰾，頭高小於頭長，有8個離鰭。背部灰綠色，腹部銀白色，背鰭硬棘19至21枚；背鰭軟條15至19枚；臀鰭軟條16至20枚；脊椎骨48至50個，體長可達1公尺。

## 生態
本魚棲息在沿岸的表層水域，冬季才轉棲息於較底層處，產卵期在4至6月，此時洄游到內灣產卵。屬肉食性，喜捕食沙丁魚、秋刀魚等魚類。

## 經濟利用
为高经济价值鱼，肉质鲜美，可做成生鱼片、盐烤、煮汤等方法食用。
臺灣人重視此魚類，列為十大美味魚類之一，稱一鯃、二紅魦、三鯧、四馬鮫、五鮸、六嘉鱲、七赤鯮、八馬頭、九烏喉、十寸子。
潮州人稱：「好魚馬鮫、鯧，好菜芥藍薳，好戲《蘇六娘》（潮剧）」
|  |

## 扩展阅读
維基物種上的相關：蓝点马鲛
- Froese, R. & Pauly, D. (eds.) (2011). Scomberomorus niphonius. FishBase. Version 2011-12.